# Woody Walder
Woodrow Walder (Dallas, Texas, 25 december 1903 - Kansas City, Missouri, 9 februari 1978) was een Amerikaanse jazzsaxofonist (tenorsaxophon) en klarinettist.
Walder werkte vanaf de vroege jaren 20 in Kansas City in het orkest van Bennie Moten en was daarmee ook op de radio te horen, op WHB die ook in Canada en Cuba te ontvangen was. Hij toerde met Moten en is op diens platen met Ada Brown en Mary H. Bradford te horen. Hij bleef tot 1931 bij Moten, daarna leidde hij in de jaren die volgden met zijn broer Herman Walder (1905–1991) de groep Walder Brother’s Swing Unit. Met deze band maakte hij geen opnames. Hij en zijn broer maakten deel uit van de Rocket Swing Unit, die drie jaar in Spinning Wheel in Kansas City optrad. Hierna leidde Woody Walder een eigen groep, de Swingsters.  In de jazz werkte hij tussen 1923 en 1931 mee aan 23 opnamesessies. Met Moten schreef hij het stuk Kansas City Breakdown, dat naast door Moten ook door Keith Nichols met zijn Blue Devils werd opgenomen.